# Схема (математика)
Схе́ма — математическая абстракция, позволяющая связать алгебраическую геометрию, коммутативную алгебру и дифференциальную геометрию и переносить идеи из одной области в другую. В первую очередь понятие схемы позволяет перенести геометрическую интуицию и геометрические конструкции, такие как тензорные поля, расслоения и дифференциалы, в теорию колец. Исторически теория схем возникла с целью обобщения и упрощения классической алгебраической геометрии итальянской школы XIX века, занимавшейся исследованием полиномиальных уравнений.
Основным аппаратом теории схем являются теория категорий, теория пучков, коммутативная и гомологическая алгебра.
В дальнейшем изложении слово «кольцо» всегда означает «коммутативное ассоциативное кольцо с единицей».

## История и мотивировка определения
Алгебраические геометры итальянской школы использовали довольно туманную концепцию «общей точки» при доказательстве теорем об алгебраических многообразиях. Предполагалось, что утверждения, верные для общей точки, верны для всех точек многообразия, за исключением небольшого числа «специальных» точек. Эмми Нётер в 1920-х годах предложила способ прояснения этой концепции: в координатном кольце алгебраического многообразия (то есть в кольце полиномиальных функций на многообразии) максимальные идеалы соответствуют точкам многообразия, а немаксимальные простые идеалы соответствуют различным общим точкам — по одной для каждого подмногообразия. Впрочем, Нётер не стала развивать этот подход.
В 1930-х годах Вольфганг Крулль сделал следующий шаг: взяв совершенно произвольное коммутативное кольцо, можно рассмотреть множество его простых идеалов, снабдить топологией Зарисского и развивать геометрию этих более общих объектов. Другие математики не видели смысла в столь большой общности, и Крулль забросил эту идею.
В 1950-х годах Жан-Пьер Серр, Клод Шевалле и Масаёси Нагата с целью приблизиться к доказательству гипотез Вейля, начали использовать сходный подход, рассматривающий простые идеалы как точки. Согласно Пьеру Картье, слово схема было впервые использовано в 1956 году на семинаре Шевалле.
После этого Александр Гротендик дал современное определение схемы, подводящее итог предыдущим экспериментальным предложениям. Он по-прежнему определяет спектр коммутативного кольца как множество простых идеалов с топологией Зарисского, но также снабжает его пучком колец: каждому открытому подмножеству спектра сопоставляется коммутативное кольцо, по аналогии с кольцом полиномиальных функций на этом множестве. Получившиеся объекты суть аффинные схемы; общие схемы получаются склейкой нескольких аффинных схем, по аналогии с тем, как общие алгебраические многообразия получаются склейкой аффинных многообразий, а обычные многообразия — склейкой открытых подмножеств {\displaystyle \mathbb {R} ^{n}}.
Многие критиковали это определение за чрезмерную общность: некоторые схемы в этом смысле не имеют очевидной геометрической интерпретации. Однако принятие этих схем к рассмотрению делает свойства категории всех схем более «разумными».
Кроме того, изучение пространств модулей приводит к схемам, не являющимся «классическими».
Необходимость рассмотрения схем, которые не являются сами по себе алгебраическими многообразиями (но построены из многообразий) привела к постепенному принятию нового определения.

## Определение
Одно из базовых понятий теории схем — локально окольцованные пространства.
Окольцованное пространство — это топологическое пространство, на котором задан пучок колец, называемый структурным пучком. Пространство называется локально окольцованным, если слой пучка в каждой точке является локальным кольцом. Основные объекты изучения дифференциальной геометрии и топологии являются локально окольцованными пространствами; в качестве структурного пучка при этом выступает соответствующий пучок функций. Например, топологическим пространствам соответствует пучок непрерывных функций, гладким многообразиям — пучок гладких функций, комплексным многообразиям — пучок голоморфных функций. Утверждение о том, что слой пучка является локальным кольцом, означает, что для любого элемента кольца структурного пучка можно определить его значения в каждой точке, принадлежащие некоторому полю, так что элементы структурного пучка действительно можно рассматривать как функции. Отметим, что в общем случае такая «функция» не определяется своими поточечными значениями, хотя в классической геометрии аналога этому явлению нет.
Аффинная схема — это локально окольцованное пространство, изоморфное спектру некоторого кольца с соответствующим ему структурным пучком. Эти определения позволяют рассматривать любое открытое подмножество {\displaystyle \mathrm {Spec} \;A} как схему, при этом для аффинных схем выполняется тождество {\displaystyle {\mathcal {O}}_{\mathrm {Spec} \;A}(\mathrm {Spec} \;A)=A}, что означает эквивалентность геометрического и алгебраического взгляда на кольцо (а именно, любому кольцу можно сопоставить аффинную схему, и по аффинной схеме можно однозначно восстановить исходное кольцо).
Схема — это локально окольцованное пространство {\displaystyle (X,{\mathcal {O}}_{X})}, допускающее покрытие открытыми множествами {\displaystyle U_{i}}, такое что каждое {\displaystyle U_{i}} вместе с ограничением на него структурного пучка {\displaystyle {\mathcal {O}}_{X}} является аффинной схемой. Это определение можно понимать разными способами: можно считать, что у каждой точки схемы имеется окрестность, являющаяся аффинной схемой, также можно думать о схеме как о результате склейки множества аффинных схем, согласующейся со структурой пучка.

## Категория схем
Схемы образуют категорию, морфизмы которой — морфизмы схем как локально окольцованных пространств.
Конструкция, снабжающая спектр структурным пучком, определяет контравариантный функтор:
{\displaystyle \mathrm {Spec} \colon \mathrm {CRing} \to \mathrm {Aff} }
из категории колец в категорию аффинных схем. Имеется также обратный контравариантный функтор:
{\displaystyle {\mathcal {O}}\colon \mathrm {Aff} \to \mathrm {CRing} } (функтор глобальных сечений),
сопоставляющий локально окольцованному пространству {\displaystyle (X,{\mathcal {O}}_{X})} кольцо {\displaystyle {\mathcal {O}}_{X}(X)} его структурного пучка. Эта пара функторов задаёт эквивалентность категорий {\displaystyle \mathrm {CRing^{op}} \simeq \mathrm {Aff} }. Функтор глобальных сечений можно определить для произвольных схем, так как любая схема является локально окольцованным пространством. В этой общности функтор спектра сопряжён справа функтору глобальных сечений:
{\displaystyle \mathrm {Hom} _{\rm {Schemes}}(X,\;\mathrm {Spec} \;A)\simeq \mathrm {Hom} _{\rm {CRing^{op}}}({\mathcal {O}}(X),\;A)\simeq \mathrm {Hom} _{\rm {CRing}}(A,\;{\mathcal {O}}(X))}
Спектр полагается правым сопряжённым, так как склейки аффинных схем могут порождать схемы, не являющиеся аффинными. Склейка схем по пустой подсхеме является копределом в категории схем. Так как {\displaystyle \mathrm {CRing} ^{op}} кополна, то при условии левой сопряжённости спектра любая склейка аффинных схем была бы аффинной, и нетривиальная (не сводящаяся к теории колец) теория схем просто не могла бы существовать. В свете сказанного отметим также, что, хотя диаграмма склейки аффинных схем по подсхеме лежит в кополной категории аффинных схем, её предел требуется вычислять в большей категории — категории всех схем. Это поучительный пример того, что функтор вложения категорий не обязан сохранять пределы.
Существование приведённых выше сопряженных функторов позволяет описать морфизмы из произвольной схемы в аффинную при помощи гомоморфизмов колец. Например, поскольку {\displaystyle \mathbb {Z} } — начальный объект категории коммутативных колец, {\displaystyle \mathrm {Spec} \;\mathbb {Z} } является терминальным объектом категории схем.
Категория схем имеет конечные произведения, однако при их использовании нужно быть осторожным, так как топологическое пространство, соответствующее схеме {\displaystyle (X,{\mathcal {O}}_{X})\times (Y,{\mathcal {O}}_{Y})} не всегда изоморфно топологическому пространству {\displaystyle X\times Y}, а часто имеет «больше» точек. Например, если K — поле из девяти элементов, то:
{\displaystyle \mathrm {Spec} \;K\times \mathrm {Spec} \;K\cong \mathrm {Spec} \;K\otimes _{\mathbb {Z} }K\cong \mathrm {Spec} \;K\times K} —
состоит из двух точек, тогда как Spec K состоит из одной точки (нулевого идеала).
Для фиксированной схемы S категория схем над S имеет также расслоённые произведения, а из того, что она имеет терминальный объект S следует, что в ней существуют все конечные пределы, то есть категория схем над данной схемой является конечно полной.

## Второе определение схем
В алгебраической геометрии схемы обычно определяют приведённым выше способом. Однако в некоторых её приложениях (например, в теории линейных алгебраических групп) более полезен другой подход, значительно более абстрактный и требующий хорошего знания теории категорий. На этом языке схема определяется не как геометрический объект, а как функтор из категории колец. Мы не будем здесь рассматривать этот подход подробно, за деталями обращайтесь к книге.
Аффинная схема {\displaystyle \mathrm {Spec} \;A} — это представимый функтор {\displaystyle \mathrm {Spec} \;A\colon \mathrm {CRing} \to \mathrm {Set} }:
{\displaystyle (\mathrm {Spec} \;A)(R)={\text{Hom}}(A,R)}
Среди всех функторов выделяется особенно важный и удобный для изучения класс, называемый схемами. А именно, схема {\displaystyle X} — это функтор {\displaystyle X\colon \mathrm {CRing} \to \mathrm {Set} }, являющийся пучком множеств относительно топологии Гротендика, порождённой открытыми по Зарисскому эпиморфизмами колец, и покрывающийся открытыми по Зарисскому отображениями аффинных схем в категории функторов {\displaystyle \left[{\mathcal {R}}ing;{\mathcal {S}}et\right]}. Схемы, не являющиеся аффинными, являются непредставимыми функторами на категории колец. Морфизм схем определяется как естественное преобразование соответствующих функторов. Согласно лемме Йонеды,
{\displaystyle X(A)=\left[(A;\cdot );X\right]=\left[\mathrm {Spec} A;X\right]}
Это утверждение устанавливает связь с приведённой выше геометрической теорией схем, так как основная теорема о морфизмах схем утверждает, что функтор
{\displaystyle Y\colon \mathrm {Schemes} \to \left[\mathrm {Aff} ^{op};\mathrm {Set} \right]}
{\displaystyle Y(X)=\left(\cdot ;X\right)}
является вполне унивалентным. При этом образ вложения — в точности те функторы на аффинных схемах, которые удовлетворяют указанным выше условиям.
Примеры
1. Аффинная прямая {\displaystyle O} — забывающий функтор {\displaystyle O\colon \mathrm {CRing} \to \mathrm {Set} }, сопоставляющий каждому кольцу его подлежащее множество. Структура кольца на нём задаёт структуру кольца на множестве {\displaystyle [X;O]} для любой схемы {\displaystyle X}, поэтому {\displaystyle [X;O]} называется кольцом функций на {\displaystyle X}. Аффинная прямая — это аффинная схема, она соответствует спектру кольца многочленов {\displaystyle \mathbb {Z} [T]}.
2. Грассманиан {\displaystyle G_{r,n}} ({\displaystyle n} — размерность грассманиана) — это функтор, сопоставляющий кольцу {\displaystyle R} множество прямых слагаемых {\displaystyle P} ранга {\displaystyle r} в модуле {\displaystyle R^{r+n}}. Стрелке {\displaystyle \phi :R\to S} сопоставляется отображение {\displaystyle P\mapsto P\otimes _{R}S}. В частности, {\displaystyle \mathbb {P} _{n}=G_{1,n}} — n-мерное проективное пространство, {\displaystyle \mathbb {P} _{1}} — проективная прямая.